# Herzegovina-Neretva (tổng)
Herzegovina-Neretva là một trong 10 tổng của Bosna và Hercegovina, giáp biên giới với hạt Dubrovnik-Neretva của Croatia và khu tự trị Herceg Novi của Montenegro. Tổng này bao gồm khu vực thung lũng sông Neretva và một phần phía tây Herzegovina Mostar.

## Các đô thị
Tổng này bao gồm các đô thị Čapljina, Čitluk, Jablanica, Konjic, Mostar, Neum, Rama, Ravno và Stolac.
Năm 2003, cơ cấu dân số của tổng Herzegovina-Neretva như sau: 
- Người Croatia: 110.714 (50,5%)
- Người Bosnia: 102.019 (46,5%)
- Người Serbi: 5.486 (2,5%)
- others: 1.004 (0,5%)

Bản mẫu:Cantons of Bosnia
Bản mẫu:Political divisions of Bosnia and Herzegovina